# Hans-Christoph Schmitt
Hans-Christoph Schmitt (Tubinga, 11 novembre 1941 – Tubinga, 6 luglio 2020) è stato un teologo tedesco.
Fu professore di Nuovo Testamento all'Università Friedrich-Alexander di Erlangen-Norimberga.

## Biografia
Dal 1960 al 1965 Hans-Christoph Schmitt studiò teologia e orientalistica a Marburgo, Heidelberg e Tubinga. Nel 1970 conseguì il dottorato presso la Facoltà di Teologia dell'Università di Marburgo con una ricerca storica tradizionale sul profeta Eliseo. Nel 1975 ottenne l'abilitazione all'insegnamento universitario in veterotestamentaria presso il Dipartimento di Teologia Protestante dell'Università di Marburgo. Dal 1979 al 1987 fu professore di teologia protestante con specializzazione in teologia biblica all'Università di Augusta e, dal 1987 al 2007, professore di teologia dell'Antico Testamento all'Università di Erlangen-Norimberga. Dal 2007 Schmitt fu professore emerito.

## Attività
I principali interessi di ricerca di Schmitt verterono sui libri storici dell'Antico Testamento (Pentateuco, Libro di Giosuè, Libro dei Giudici, Samuele e Re) e la questione del significato attuale della teologia veterotestamentaria. Era riconosciuto a livello internazionale come editore della rinomata Zeitschrift für die alttestamentliche Wissenschaft. Nel 2005 pubblicò l'Arbeitsbuch zum Alten Testament che esponeva una panoramica della ricerca più rappresentativa dei tratti fondamentali della storia di Israele e degli scritti dell'Antico Testamento.

## Opere
- Elisa. Traditionsgeschichtliche Untersuchungen zur vorklassischen nordisraelitischen Prophetie, Gütersloh 1972
- Die nichtpriesterliche Josephsgeschichte. Ein Beitrag zur neuesten Pentateuchkritik, Beiheft zur Zeitschrift für die alttestamentliche Wissenschaft 154, Berlin und New York 1980
- Theologie in Prophetie und Pentateuch. Gesammelte Schriften, con U. Schorn / M. Büttner, Berlin / New York 2001 ISBN 3-11017188-0
- Arbeitsbuch zum Alten Testament. Grundzüge der Geschichte Israels und der alttestamentlichen Schriften (UTB 2146), Göttingen 2005 ISBN 3-8252-2146-6

| Controllo di autorità | VIAF (EN) 225182129 · ISNI (EN) 0000 0001 0891 0912 · LCCN (EN) n84158661 · GND (DE) 12345073X · BNF (FR) cb12037956v (data) · J9U (EN, HE) 987007267599705171 |